# Passiflora triloba
Passiflora triloba är en passionsblomsväxtart som beskrevs av Hipólito Ruiz López, Amp; Pav. och Dc.. Passiflora triloba ingår i släktet passionsblommor, och familjen passionsblomsväxter. Inga underarter finns listade i Catalogue of Life.